# 鮑爾山
72°37′S 160°30′E / 72.617°S 160.500°E
鮑爾山（英語：Mount Bower），是南極洲的山峰，位於維多利亞地的彭內爾海岸，海拔高度2,610米，美國地質調查局根據測量和該國海軍的空中照片繪入地圖，現時由南極條約體系管理。